# Linaküla
Linaküla – wieś w Estonii, w prowincji Parnawa, w gminie Kihnu. Według danych na rok 2011 wieś zamieszkiwało 120 osób, a gęstość zaludnienia wyniosła 20,9 os./km².

## Demografia
Ludność historyczna:
| Rok                         | 2000 | 2011  |
| --------------------------- | ---- | ----- |
| Ludność                     | 122  | 120   |
| Gęstość zaludnienia os./km² | 21,4 | 20,97 |

Ludność według grup wiekowych na rok 2011:
| Wiek                                | 0-9 lat | 10-19 lat | 20-29 lat | 30-39 lat | 40-49 lat | 50-59 lat | 60-69 lat | 70-79 lat | 80+ lat |
| ----------------------------------- | ------- | --------- | --------- | --------- | --------- | --------- | --------- | --------- | ------- |
| Liczba osób w danej grupie wiekowej | 11      | 13        | 13        | 11        | 18        | 17        | 16        | 11        | 10      |

Struktura płci na rok 2011:
| Płeć                         | Mężczyźni | Kobiety |
| ---------------------------- | --------- | ------- |
| Liczba osób w danej płci     | 63        | 57      |
| Liczba osób w danej płci w % | 52,5      | 47,5    |